# Disko (záliv)
Disko (grónsky: Qeqertarsuup tunua, dánsky: Diskobugten) je záliv nacházející se na západním pobřeží Grónska. Jde o největší záliv v zemi.

## Geografie
Záliv se nachází v Baffinově moři. Jižně od něj se nachází ostrov Disko, jenž je po hlavním ostrově největším ostrovem Grónska. Severně od Ilulissatu a západně od ostrova Alluttoq přechází záliv do průlivu oddělujícího ostrov Disko od poloostrova Nuussuaq.
Na jižním pobřeží zálivu se do něj vlévá několik vodních toků. Nachází se zde také mnoho malých ostrovů.
Jde o největší otevřený záliv v Grónsku. Měří 150 kilometrů od severu na jih a 100 kilometrů od východu na západ. Má průměrnou hloubku 400 metrů; mělčiny jsou vzácné a většinou omezené na ústí fjordů. Průměrná teplota vody činí 3,5 °C, přičemž v zimě klesá až na -1,75 °C a v létě se zvedá až na 12 °C. Od roku 1997 se záliv postupně otepluje.
V zálivu se nachází devět osad, včetně Aasiaatu, Qeqertarsuaqu, Qasiginnguitu a Ilulissatu.

## Rybaření
Rybaření je jedním z hlavních zdrojů obživy osad nacházejících se v zálivu.
Jednou z nejvíce rybařených ryb v zálivu je platýs černý, jehož lov podléhá kvótám. Ty byly v roce 2024 v oblasti zálivu nastaveny na 10 600 tun, což je od roku 2023 pokles o 2 094.
V roce 2005 činily úlovky v zálivu 13 000 tun. Toto číslo v následujících letech kleslo na 8 000 - 11 000 tun ryb ročně, přičemž pokles ustal až roku 2017.